# 塞古拉河

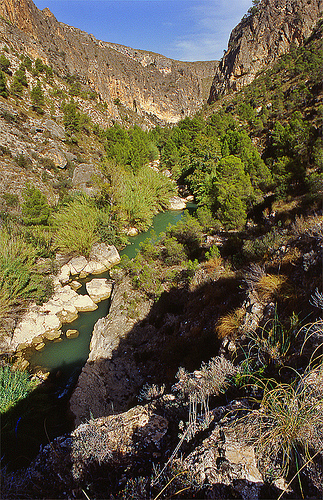
塞古拉河

塞古拉河（西班牙語：Río Segura）是西班牙的河流，位於該國東南部，流經哈恩省、阿爾瓦塞特省、莫西亞自治區和阿利坎特省，河道全長325公里，流域面積19,525平方公里，平均流量每秒26.3立方米。

## 圖片

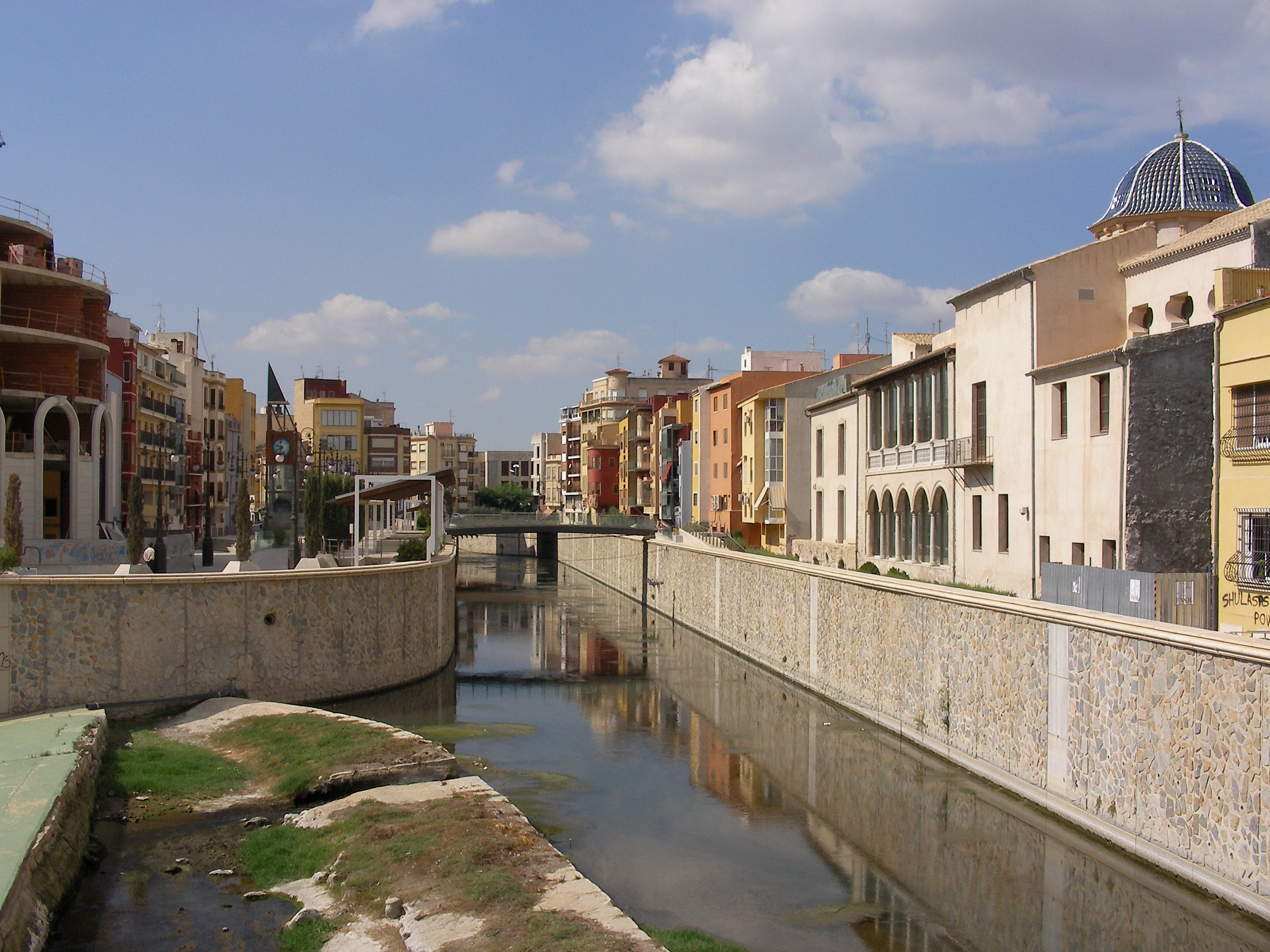
奧里韋拉鎮段
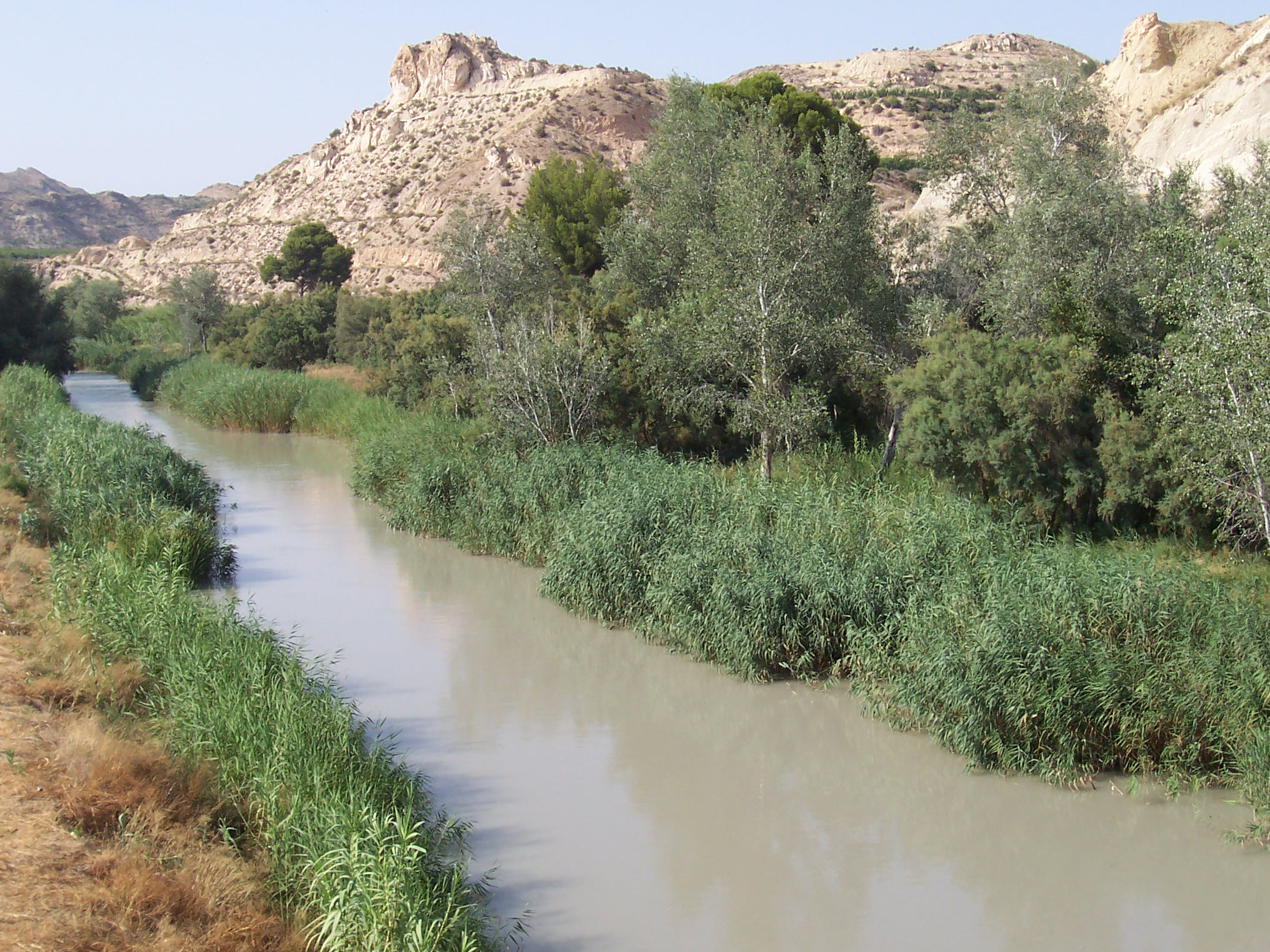
阿爾切納鎮段
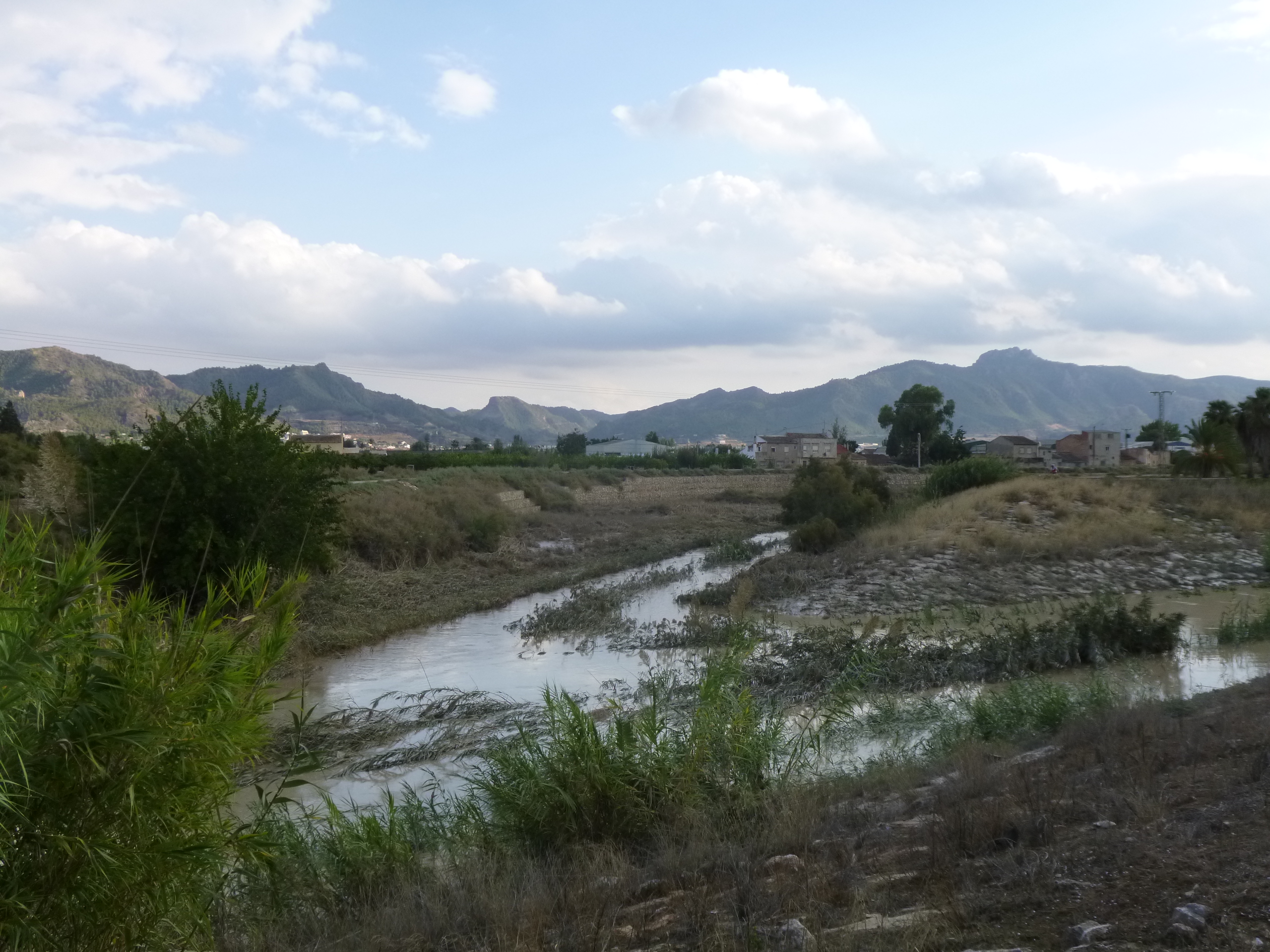
與瓜達倫廷河的交匯處
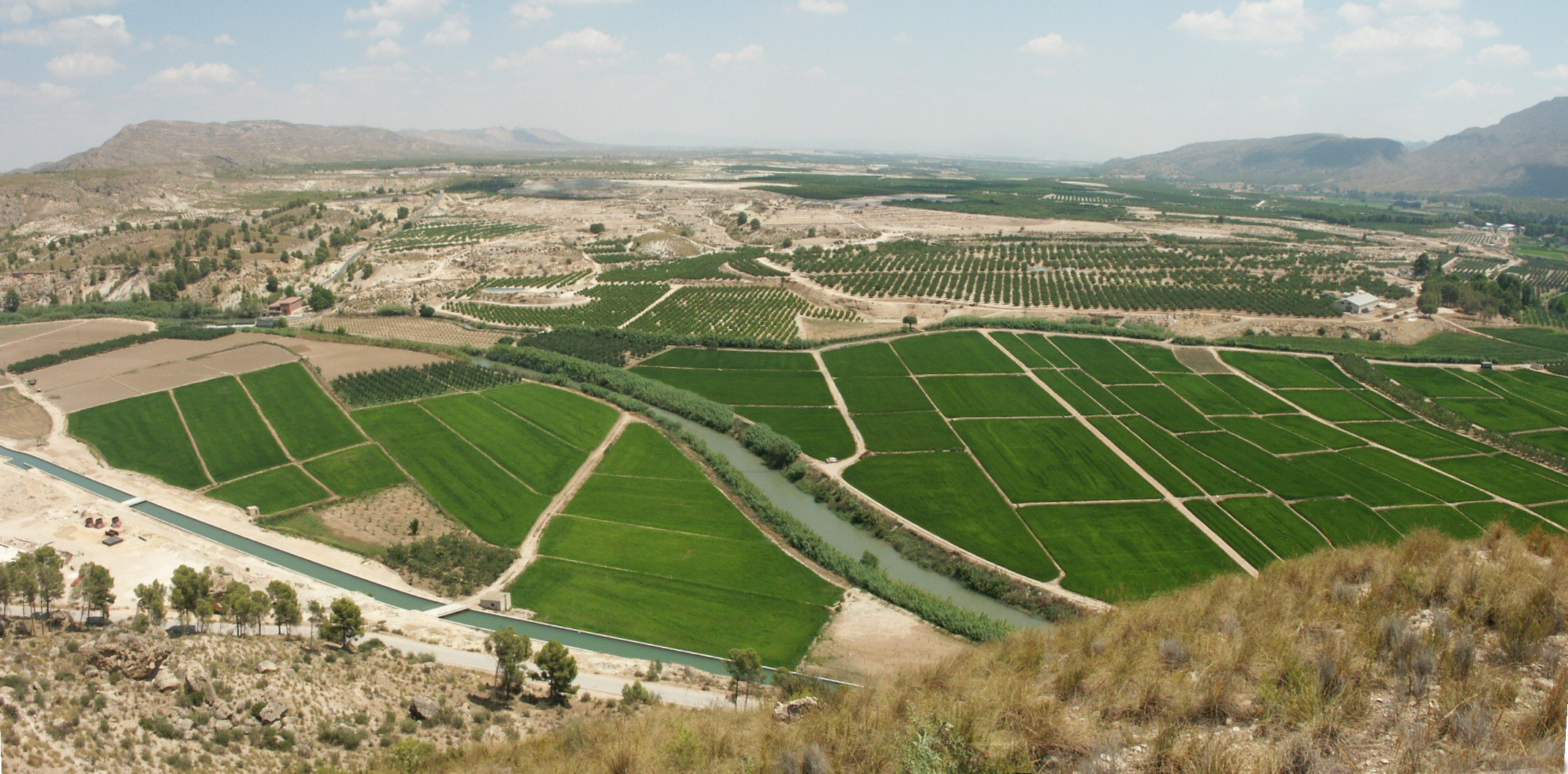
卡拉斯帕拉鎮段
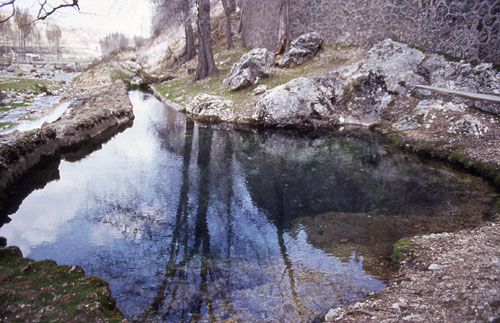
河流發源地
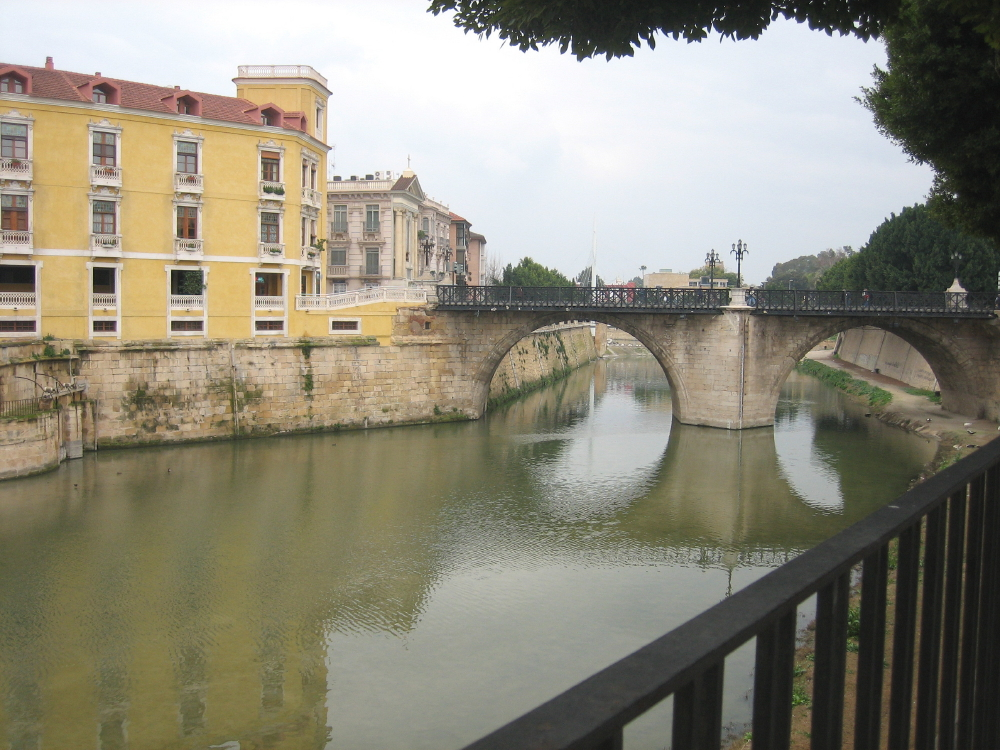
穆爾西亞市段

## 外部連結
- Segura's river basin body "Confederación Hidrográfica del Segura" （西班牙文）

38°5′47.17″N 0°40′32.37″W / 38.0964361°N 0.6756583°W